# Jindabyne
Jindabyne – miasto w Australii, w stanie Nowa Południowa Walia.